# Карл Фрідріх фон Вайцзеккер
Карл Фрідріх фон Вайцзеккер (нім. Carl Friedrich von Weizsäcker; 28 червня 1912 — 28 квітня 2007) — німецький фізик і філософ. Один з учасників команди, яка проводила ядерні дослідження в Німеччині під час Другої світової війни, під керівництвом Вернера Гайзенберга.
Належав до сім'ї Вайцзеккерів: його батько Ернст фон Вайцзеккер був дипломатом, молодший брат Ріхард фон Вайцзеккер обіймав посаду президента Німеччини, син Ернст Ульріх фон Вайцзеккер став фізиком і дослідником довкілля, а тесть Конрад Райзер був Генеральним Секретарем Всесвітньої ради церков.
Вайцзеккер зробив важливі теоретичні відкриття стосовно виробництва енергії всередині зірок внаслідок реакції ядерного синтезу. Також є автором впливових теоретичних робіт, у яких йдеться про формування планет на ранній стадії розвитку Сонячної системи.
Наприкінці життя вчений приділив більше уваги філософським і етичним питанням і отримав кілька міжнародних нагород за свої роботи в цих галузях.

## Дитинство і освіта
Народився в Кілі. Його дідом був Карл фон Вайцзеккер, прем'єр-міністр Королівства Вюртенберг, який 1916 року отримав спадкове звання барона (нім. Freiherr). Таким чином і сам вчений у чотири роки став бароном.
Від 1929 до 1933 року Вайцзеккер вивчав фізику, математику і астрономію в Берліні, Геттінгенському і Лейпцизькому університетах. Серед його керівників і колег був Нільс Бор. Керівником його докторської дисертації був Фрідріх Гунд.

## Робота на тему ядерного синтезу всередині Сонця
Особливий інтерес для Вайцзеккера на початку його кар'єри вченого становили ядерні процеси в зорях і енергія зв'язку в ядрі атома. Разом з Гансом Бете він відкрив механізм циклічного процесу ядерного синтезу в зорях (Цикл Бете-Вайцзеккера, працю опубліковано в 1937—1939). Не слід плутати це відкриття з його пізнішим досягненням, Формулою Бете-Вайцзеккера,- теоретичною формулою, яка описує криву зв'язку між атомною енергією, масами ядер та деякими іншими ядерними характеристиками.

## Робота на тему формування планет
1938 року Вайцзеккер розробив свою власну теорію формування Сонячної системи, що ґрунтувалась на нерівній долі легших і важчих хімічних елементів у складі Сонця і в складі планет земної групи. Пізніше багато вчених визнали його погляди на цю проблему і прояснили їх в деталях. Згідно з цією теорією, Сонце і його планети утворились з хмари газу, яка на 99 % складалась із гідрогену та гелію і на 1 % з важчих елементів. Близько 10 % цієї хмари залишалось навколо Сонця в складі його протяжної атмосфери впродовж початкової фази. Із цих 10 % у складі хмари 1 % відсоток належав важчим елементам, а це якраз нині відповідає співвідношенню між масою планет земної групи і загальною масою Сонячної системи.
Ця теорія також допомогла пояснити спостережуване збільшення відстані між орбітами планет, якщо рухатись від Сонця назовні. Такий стан речей узгоджується зі збільшенням розміру «планетних вихорів» із газу і пилу, в напрямку від центру ранньої Сонячної системи.
Ще одним висновком з цієї теорії є те, що багато зір з подібними до сонячних характеристиками мають свої планетні системи, які подібні до сонячної.
Невдовзі після закінчення Другої світової війни в Європі американський фізик Георгій Гамов став співавтором листа, в якому підтримав роботу Вайцзеккера на тему формування Сонячної системи.

## Робота над створенням атомної зброї
Як фізик-теоретик Вайцзеккер (і, за його власними підрахунками, 200 інших фізиків) одразу після відкриття в 1938 році поділу ядра збагнули, що можна створити ядерну зброю. В лютому 1938 року вчений обговорив можливі негативні наслідки зі своїм другом філософом Георгом Піхтом.
Під час Другої світової війни Вайцзеккер входив до складу німецького Уранового проєкту, завданням якого було побудувати атомну бомбу. Ще в серпні 1939 року Альберт Ейнштейн попередив президента США Рузвельта про це дослідження".
Як протеже Вернера Гейзенберга Вайцзеккер був присутній на ключовій зустрічі в штаб-квартирі артилерійських військ, що відбулась у Берліні 17 вересня 1939 року, яка була початком Уранового проєкту. На початку війни, можливо до 1942 року, він сподівався на зростання політичного впливу внаслідок участі в Урановому проєкті, якщо той принесе успіх. В липні 1940 року був співавтором доповіді на адресу військового керівництва щодо можливості «виробництва енергії» зі збагаченого урану. Ця доповідь також передбачала можливість використовувати плутоній щоб виробляти енергію а також для створення нового типу вибухівки.
Думки істориків розділились, чи Гейзенберг і його колектив дійсно хотіли створити ядерну зброю, чи їх невдачу можна пояснити небажанням давати таку зброю в руки нацистського режиму. Опираючись на післявоєнні інтерв'ю Гейзенберга і Вайцзеккера, цю точку зору відстоював Роберт Джанґк у своїй книзі 1957 року «Яскравіше, ніж тисячу Сонць» (англ. "Brighter Than a Thousand Suns"). В інтерв'ю щотижневику Шпіґель від 1957 року Вайцзеккер відверто визнав наявність наукових амбіцій в ті роки «Ми хотіли дізнатись, чи ланцюгова реакція дійсно можлива. Для нас не мало значення до чого призведе наше знання — ми просто хотіли знати». За його словами лише «милість божа» стала на заваді їх спокусі побудувати цю бомбу, і ця милість виражалась в неспроможності німецької воєнної економіки мобілізувати необхідні ресурси.
1993 року опубліковано секретні записи перемовин кінця 1945 року між десятьма провідними німецькими фізиками, включаючи Гейзенберга і Вацзеккера, яких затримали під час Операції Епсілон. Бесіда відбулась після того, як затримані прослухали радіоновини BBC про ядерне бомбардування 6 серпня 1945. Під час тих перемовин Вайцзеккер наполегливо стверджував: «Я думаю, що ми не зробили бомбу, бо жоден з фізиків у принципі не хотів робити її. Якби ми хотіли, щоб Німеччина виграла війну, то наш проєкт увінчався б успіхом!»
Але крім того ці записи показали те, що Вайцзеккер просто переконував інших домовитись, щоб вони всі стверджували, буцімто вони ніколи не хотіли створювати німецьку ядерну зброю. Про неправдивість цього твердження свідчить той факт, що серед затриманих науковців були ті, хто більш наполегливо намагався створити атомну бомбу, а саме Курт Дібнер і Вальтер Герлах. Макс фон Лауе згодом називав цю домовленість «версією» (нім. die Lesart). Хоча автором угоди, яку уклали науковці, був Гейзенберг, але, за словами Лауе: «Найбільш наполегливим під час всіх цих розмов був Вайцзеккер, я не пам'ятаю жодної згадки про етичну точку зору». І саме версія подій, про яку домовились вчені, і слугувала основою для роботи Джанґка.

## Післявоєнна кар'єра

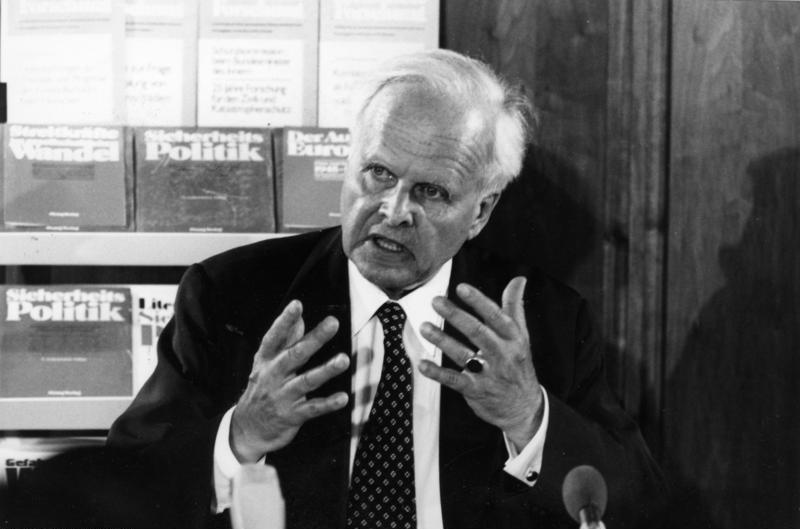
Фон Вайцзеккер у 1983 році

1946 року Вайцзеккеру дозволили повернутися в ту частину Німеччини, яка була під управлінням Західного Блоку, і стати на посаду директора відділу теоретичної фізики в Інституті фізики імені Макса Планка в Ґетінґені. Від 1957 до 1969 року вчений працював на посаді професора філософії в Гамбурзькому університеті. 1957 року отримав Медаль Макса Планка. Від 1970 до 1980 року очолював Інститут Макса Планка з досліджень умов життя в сучасному світі в Штарнбергу. Проводив дослідження і публікував роботи на тему небезпеки ядерної війни, яку він бачив як конфлікт між Першим світом і Третім світом, а також на тему наслідків деградації довкілля.
1970 року разом з індійським філософом Гопі Крішною заснував дослідницьку організацію «за західну науку і східну мудрість». Після виходу на пенсію в 1980 році став християнським пацифістом, а також активніше почав працювати над концептуальним визначенням квантової фізики, особливо над Копенгагенською інтерпретацією.
Досвід життя в епоху нацизму, а також його власна поведінка тоді, збудили у Вайцзеккері інтерес до питань етики і відповідальності. 1957 року він увійшов до групи Ґетінґен 18, в складі якої були видатні німецькі фізики, що протестували проти озброєння німецької армії тактичною ядерною зброєю. Згодом вчений запропонував, щоб Західна Німеччина рішуче відмовилась від будь-яких типів ядерної зброї.
2007 року Вайцзеккер помер у віці 94 роки поблизу Штарнберга. Думки дослідників розділились щодо того, чи він прийняв свою долю відповідальності за спроби німецької наукової спільноти створити ядерну зброю для нацистської Німеччини.

## Нагороди і почесні звання
- 1957 Медаль імені Макса Планка
- 1958 Премія Гете міста Франкфурт-на-Майні
- 1961 Pour le Mérite як діячеві науки і мистецтва
- 1963 Премія миру німецьких книгарів
- 1969 Премія Еразма
- 1969 Австрійський почесний знак «За науку та мистецтво»
- 1973 Орден «За заслуги перед Федеративною Республікою Німеччина»
- 1983 Приз Генріха Гейне міста Дюссельдорфа
- 1988 Премія Зигмунда Фрейда за наукову прозу
- 1989 Темплтонівська премія за «прогрес у галузі релігії»

Почесні ступені
Право: Амстердамський вільний університет, Альбертський університет, Абердинський університет: Теологія: Тюбінгенський університет, Базельський університет: Наука: Лейпцизький університет: Філософія: Берлінський технічний університет, Рейнсько-Вестфальський технічний університет Аахена
Членство
Товариство імені Макса Планка за розвиток науки
Леопольдина
Ґетінґенська академія наук
Саксонська академія наук
Австрійська академія наук
Баварська академія наук
Баварська академія мистецтв
Німецьке фізичне товариство
Академія моральних і політичних наук
Американське фізичне товариство
Хорватська академія наук і мистецтв
Німецька академія мови і поезії
В місті Бармштадт його іменем названо гімназію.
Починаючи з 2009 року кожні два роки вручається «Нагорода Карла Фрідріха фон Вайцзаккера» за «видатний науковий внесок у вирішення суспільно значимих проблем».

## Праці
- Zum Weltbild der Physik, Leipzig 1946 (ISBN 3-7776-1209-X), 2002, 14th edition, renewed and with introduction by Holger Lyre
  - translation into English by Marjorie Grene The World View of Physics, London, 1952
  - translation into French Le Monde vu par la Physique, Paris 1956
- Die Geschichte der Natur, Göttingen 1948 (ISBN 3-7776-1398-3)
- Die Einheit der Natur, Munich 1971 (ISBN 3-423-33083-X)
  - translation The Unity of Nature, New York, 1980 (ISBN 0-374-28100-9)
- Wege in der Gefahr, Munich 1976
  - translation The Politics of Peril, New York 1978
- Der Garten des Menschlichen, Munich 1977 (ISBN 3-446-12423-3)
- Deutlichkeit: Beiträge zu politischen und religiösen Gegenwartsfragen, Hanser, München, 1978, 1979 (ISBN 3-446-12623-6).
  - translation The Ambivalence of progress, essays on historical anthropology, New York 1988 (ISBN 0-913729-92-2)
- The Biological Basis of Religion and Genius, Gopi Krishna, New York, intro. by Carl Friedrich von Weizsäcker, which is half the book, 1971, 1972 (ISBN 0-06-064788-4)
- Aufbau der Physik, Munich 1985 (ISBN 3-446-14142-1)
  - translation The Structure of Physics, Heidelberg 2006 (ISBN 1-4020-5234-0; ISBN 978-1-4020-5234-7)
- Der Mensch in seiner Geschichte, Munich 1991 (ISBN 3-446-16361-1)
- Zeit und Wissen, Munich 1992 (ISBN 3-446-16367-0)
- Große Physiker, Munich 1999 (ISBN 3-446-18772-3)